# Microregione di Vale do Ipanema
Vale do Ipanema è una microregione dello Stato del Pernambuco in Brasile, appartenente alla mesoregione di Agreste Pernambucano.
È una suddivisione creata puramente per fini statistici, pertanto non è un'entità politica o amministrativa.

## Comuni
Comprende 6 comuni:
- Águas Belas
- Buíque
- Itaíba
- Pedra
- Tupanatinga
- Venturosa